# Rouperroux-le-Coquet
Rouperroux-le-Coquet – miejscowość i gmina we Francji, w regionie Kraj Loary, w departamencie Sarthe.
Według danych na rok 1990 gminę zamieszkiwały 263 osoby, a gęstość zaludnienia wynosiła 22 osób/km² (wśród 1504 gmin Kraju Loary, Rouperroux-le-Coquet plasuje się na 1013. miejscu pod względem liczby ludności, natomiast pod względem powierzchni na miejscu 918.).